# Mama Africa
Albums par
Mama Africa est le sixième album studio du chanteur de reggae jamaïcain Peter Tosh, sorti en 1983.

## Liste des chansons
1. Mama Africa  (a été repris par les Kids United)
2. Glass House
3. Not Gonna Give It Up
4. Stop That Train
5. Johnny B Goode
6. Where You Gonna Run
7. Peace Treaty
8. Feel No Way
9. Maga Dog